# (33680) Vasconcelos
(33680) Vasconcelos est un astéroïde de la ceinture principale.

## Description
(33680) Vasconcelos est un astéroïde de la ceinture principale. Il fut découvert le 13 mai 1999 à Socorro (Nouveau-Mexique) par le projet LINEAR. Il présente une orbite caractérisée par un demi-grand axe de 2,65 UA, une excentricité de 0,09 et une inclinaison de 2,8° par rapport à l'écliptique.